# 吉田正子
吉田 正子（よしだ まさこ、1983年2月27日 - ）は、日本の女性総合格闘家。福島県伊達郡出身。福島西高校数理科学科、文化服装学院卒業。
試合時のコスチュームは自分で製作しており、他の女子選手、さらにJWP女子プロレスなど女子プロレスラーのコスチュームも製作している。

## 来歴
2003年12月6日、スマックガールのSMACKGIRL-F5で行われたプロマッチでプロデビューし、浅山尚子に判定負けとなった。
2004年2月1日、スマックガールのNext Cinderella Tournament ライト級 1回戦で舞と対戦し、判定負け。
2004年4月18日、CROSS SECTION 第1回大会のメインイベントでWINDY智美と対戦し、腕ひしぎ三角固めで一本勝ちを収めた。
2004年9月19日、プロ柔術Gi-05で茂木康子と対戦し、モンジバカで一本負け。
2005年2月11日、修斗ルール初挑戦となったG-SHOOTO Plus 01でakinoriと対戦し、1-0の判定ドロー。
2005年4月30日、SMACKGIRL 2005 〜COOL FIGHTER LAST STAND〜で行われたライト級王座次期挑戦者決定トーナメント 1回戦で15と対戦し、判定負け。
2006年3月11日、G-SHOOTO JAPAN 04のストロー級プラストーナメント1回戦で瀧本美咲と1-0の判定ドローとなり、抽選により準決勝進出。5月6日、G-SHOOTO JAPAN 05の準決勝では村浪真穂に判定勝ち。6月11日、G-SHOOTO plus 06の決勝では玉田育子に判定勝ち、優勝を果たした。
2006年7月23日、SMACKGIRL GRAPPRING QUEEN TOURNAMENT 2006の最軽量のフライ級と無差別級にダブルエントリー。フライ級1回戦では兼谷絵里に判定負けし、無差別級2回戦（初戦）ではフェリシア・オーにスリーパーホールドで一本負けとなった。
2006年9月15日、スマックガールで兼谷絵里と対戦し、判定勝ち。7月にグラップリングルールで敗れたリベンジに成功した。
2006年10月20日、G-SHOOTO Special 02で富松恵美と対戦し、腕ひしぎ十字固めで一本勝ち。この試合よりフリーランスとなった。
2006年11月29日、スマックガールで大室奈緒子とグラウンド制限時間無し＆パウンドありの特別ルールで対戦し、判定負けを喫した。
2007年1月26日、BATTLE MIX TOKYO 01で総合格闘技8連勝中の藤井惠と対戦し、開始51秒ヒールホールドで一本負け。
2007年2月4日、キックボクシング初挑戦となったJ-NETWORKのJ-GIRLS認定初代ミニフライ級王座決定トーナメント1回戦でダイヤモンド酒井理絵と対戦し、判定勝ち。3月31日、準々決勝では大島椿と対戦し、判定負け。
2007年2月17日、アメリカ合衆国カリフォルニア州ロサンゼルスで開催された新興行Fatal Femmes Fightingのダブルメインイベント（最終試合）でリサ・ワードとFFFフライ級王座決定戦で対戦し、判定負けで王座獲得ならず。
2007年3月11日、SMACKGIRL KILLER QUEEN TOURNAMENT フライ級 1回戦で舞と3年ぶりに再戦し、1-2の判定負けでリベンジならず。
2007年4月13日、DEEP 29 IMPACTで渡辺久江と対戦し、腕ひしぎ十字固めで一本負け。
2007年9月6日、SMACKGIRL 2007 〜女王たちの一番熱い夏〜で総合4戦目の石岡沙織と対戦し、判定負け。
2007年10月28日、club DEEP in Zepp SendaiのメインイベントでMIKUと対戦し、腕ひしぎ十字固めで一本負け。2006年11月29日から総合格闘技ルール9連敗となった。
2007年12月、HARIとともにフリーランスから「アゲ♂アゲ☆」所属となった。
2008年2月14日、スマックガールで小寺麻美と対戦し、判定勝ち。連敗から脱出した。
2008年11月16日、JEWELS 旗揚げ戦で瀧本美咲と2年5か月ぶりに再戦し、判定負けを喫した。
2009年5月24日、修斗 SPIRIT 2009で茂木康子と3年10か月ぶりに再戦し、判定勝ち。リベンジに成功した。
2009年8月23日、シュートボクシング「Girls S-cup 2009」に出場。1回戦でRENAと対戦し、判定負けを喫した。
2009年10月24日、アメリカ合衆国ノースダコタ州で開催されたExtreme Beatdown 5で女子プロボクシングのトップ選手でもあるエレナ・リードと対戦し、グラウンドパンチでTKO負けを喫した。リードは計量オーバーしていたが、吉田が対戦を受諾していた。
2010年2月11日、VALKYRIE 04でWINDY智美と5年10か月ぶりに再戦し、判定負け。リベンジを許した。
2010年3月19日、JEWELS 7th RINGで藪下めぐみらとともにリングに上がり、新しいチーム「FIGHT CHIX」として活動していくことを発表した。
2010年4月24日、ノースダコタ州で開催されCrowbar MMAでミシェル・ウォーターソンと対戦し、TKO負け。
2013年8月31日、DEEP JEWELS~旗揚げ戦~で高野聡美と対戦し判定勝ち。
2013年11月4日、DEEP JEWELS 2でスギロックと対戦し判定負け。
2015年2月21日、DEEP JEWELS 7で開催されたDEEP JEWELS フェザー級GPの1回戦でSARAMIと対戦し、判定負け。

## 戦績

### 総合格闘技
| 総合格闘技 戦績 | 総合格闘技 戦績 | 総合格闘技 戦績 | 総合格闘技 戦績 | 総合格闘技 戦績 | 総合格闘技 戦績 | 総合格闘技 戦績 |
| --------------- | --------------- | --------------- | --------------- | --------------- | --------------- | --------------- |
| 44 試合         | (T)KO           | 一本            | 判定            | その他          | 引き分け        | 無効試合        |
| 18 勝           | 1               | 7               | 10              | 0               | 5               | 0               |
| 21 敗           | 2               | 5               | 14              | 0               | 5               | 0               |

| 勝敗 | 対戦相手                 | 試合結果                        | 大会名                                                                                               | 開催年月日     |
| ×    | SARAMI                   | 5分2R終了 判定0-3               | DEEP JEWELS 7 【DEEP JEWELS フェザー級GP 1回戦】                                                     | 2015年2月21日  |
| ×    | 黒部三奈                 | 5分2R終了 判定0-3               | DEEP JEWELS 5                                                                                        | 2014年8月9日   |
| ○    | MIYOKO                   | 5分2R終了 判定3-0               | DEEP JEWELS 3                                                                                        | 2014年2月16日  |
| ×    | スギロック               | 5分2R終了 判定0-3               | DEEP JEWELS 2                                                                                        | 2013年11月4日  |
| ○    | 高野聡美                 | 5分2R終了 判定3-0               | DEEP JEWELS~旗揚げ戦~                                                                                | 2013年8月31日  |
| ×    | セリーナ                 | 1R 4:02 リアネイキドチョーク    | Road FC 12                                                                                           | 2013年6月22日  |
| ×    | ミシェル・ウォーターソン | 1R 4:17 TKO（パンチ）           | Crowbar MMA: Spring Brawl                                                                            | 2010年4月24日  |
| ×    | WINDY智美                | 3分3R終了 判定0-3               | VALKYRIE 04                                                                                          | 2010年2月11日  |
| ×    | エレナ・リード           | 3R 2:35 TKO（グラウンドパンチ） | Extreme Beatdown 5                                                                                   | 2009年10月24日 |
| ○    | 茂木康子                 | 5分2R終了 判定2-1               | 修斗 SPIRIT 2009                                                                                     | 2009年5月24日  |
| ○    | 小澤深岬                 | 1R 0:54 TKO（ドクターストップ） | JEWELS 2nd RING                                                                                      | 2009年2月4日   |
| ×    | 瀧本美咲                 | 5分2R終了 判定0-3               | JEWELS 旗揚げ戦                                                                                      | 2008年11月16日 |
| ○    | 小寺麻美                 | 5分2R終了 判定3-0               | SMACKGIRL WORLD ReMix TOURNAMENT 2008 開幕戦                                                         | 2008年2月14日  |
| ×    | MIKU                     | 1R 3:23 腕ひしぎ十字固め        | club DEEP in Zepp Sendai                                                                             | 2007年10月28日 |
| ×    | 石岡沙織                 | 5分2R終了 判定0-3               | SMACKGIRL 2007 〜女王たちの一番熱い夏〜                                                              | 2007年9月6日   |
| ×    | 玉田育子                 | 5分2R終了 判定0-3               | SMACKGIRL IN サマフェス!!                                                                            | 2007年7月26日  |
| ×    | 高林恭子                 | 1R 1:57 チョークスリーパー      | 修斗 BATTLE MIX TOKYO 03                                                                             | 2007年5月26日  |
| ×    | 渡辺久江                 | 2R 1:19 腕ひしぎ十字固め        | DEEP 29 IMPACT                                                                                       | 2007年4月13日  |
| ×    | 舞                       | 5分2R終了 判定1-2               | SMACKGIRL 2007 〜女王は新宿の夜を赤く染るか？〜 【SMACKGIRL KILLER QUEEN TOURNAMENT フライ級 1回戦】 | 2007年3月11日  |
| ×    | リサ・ワード             | 3分5R終了 判定0-3               | Fatal Femmes Fighting 1: Asian Invasion 【FFFフライ級王座決定戦】                                    | 2007年2月17日  |
| ×    | 藤井惠                   | 1R 0:51 ヒールホールド          | 修斗 BATTLE MIX TOKYO 01                                                                             | 2007年1月26日  |
| ×    | 大室奈緒子               | 5分2R終了 判定0-3               | SMACKGIRL 2006 〜極女伝説〜 【特別ルール（グラウンド制限時間無し＆パウンドあり）】                   | 2006年11月29日 |
| ○    | 富松恵美                 | 1R 3:35 腕ひしぎ十字固め        | G-SHOOTO Special 02                                                                                  | 2006年10月20日 |
| ○    | 兼谷絵里                 | 5分2R終了 判定3-0               | SMACKGIRL 2006 〜群女割拠〜                                                                          | 2006年9月15日  |
| ○    | 玉田育子                 | 5分2R終了 判定2-0               | G-SHOOTO plus 06 【G-SHOOTO ストロー級プラストーナメント 決勝】                                      | 2006年6月11日  |
| ○    | 村浪真穂                 | 5分2R終了 判定3-0               | G-SHOOTO JAPAN 05 【G-SHOOTO ストロー級プラストーナメント 準決勝】                                   | 2006年5月6日   |
| △    | 瀧本美咲                 | 5分2R終了 判定1-0               | G-SHOOTO JAPAN 04 【G-SHOOTO ストロー級プラストーナメント 1回戦】                                    | 2006年3月11日  |
| ○    | 斎藤"edge"あゆみ         | 5分2R終了 判定2-1               | FF2 Gi-Feminino2006×SmackGirl-F                                                                      | 2006年2月3日   |
| ○    | 永易加代                 | 5分2R終了 判定3-0               | G-SHOOTO JAPAN 03                                                                                    | 2005年12月17日 |
| ○    | KM-MAKI                  | 1R 2:43 腕ひしぎ十字固め        | SMACKGIRL 2005 〜最軽量記念日〜                                                                      | 2005年11月29日 |
| △    | 古舘由紀                 | 5分2R終了 判定0-0               | G-SHOOTO Plus 04                                                                                     | 2005年11月11日 |
| ○    | 玉田育子                 | 5分2R終了 判定2-1               | SMACKGIRL-F 2005 〜下北実験リーグ Round1〜                                                           | 2005年10月15日 |
| △    | 村浪真穂                 | 5分2R終了 判定1-0               | G-SHOOTO Plus 03                                                                                     | 2005年9月16日  |
| ×    | 茂木康子                 | 5分2R終了 判定0-3               | G-SHOOTO Plus 02                                                                                     | 2005年7月12日  |
| ×    | 15                       | 5分2R終了 判定0-3               | SMACKGIRL 2005 〜COOL FIGHTER LAST STAND〜 【ライト級王座次期挑戦者決定トーナメント 1回戦】          | 2005年4月30日  |
| △    | akinori                  | 5分2R終了 判定1-0               | G-SHOOTO Plus 01                                                                                     | 2005年2月11日  |
| ○    | ナナチャンチン           | 1R 4:19 腕ひしぎ十字固め        | SMACKGIRL-F & Gi-Feminino                                                                            | 2005年1月8日   |
| ○    | 井上明子                 | 1R 3:02 チョークスリーパー      | CROSS SECTION 第3回大会                                                                              | 2004年12月12日 |
| △    | 大室奈緒子               | 5分2R終了 判定0-0               | CROSS SECTION 第2回大会                                                                              | 2004年9月4日   |
| ○    | 羽柴まゆみ               | 2R 1:18 腕ひしぎ十字固め        | SMACKGIRL 2004 〜GO WEST〜                                                                           | 2004年6月19日  |
| ○    | WINDY智美                | 2R 1:23 腕ひしぎ三角固め        | CROSS SECTION 第1回大会                                                                              | 2004年4月18日  |
| ○    | 石山絵里                 | 1R 3:20 腕ひしぎ十字固め        | SMACKGIRL F 〜Next Cinderella Tournament 2nd stage & SG-F7〜                                         | 2004年3月20日  |
| ×    | 舞                       | 5分2R終了 判定0-3               | SMACKGIRL 〜Next Cinderella Tournament & SG-F6〜 【Next Cinderella Tournament ライト級 1回戦】       | 2004年2月1日   |
| ×    | 浅山尚子                 | 5分2R終了 判定0-3               | SMACKGIRL-F5                                                                                         | 2003年12月6日  |

### グラップリング
| 勝敗 | 対戦相手         | 試合結果                 | 大会名                                                                                               | 開催年月日    |
| ×    | フェリシア・オー | 2:50 スリーパーホールド  | SMACKGIRL GRAPPRING QUEEN TOURNAMENT 2006 【無差別級 2回戦】                                         | 2006年7月23日 |
| ×    | 兼谷絵里         | 判定2-4                  | SMACKGIRL GRAPPRING QUEEN TOURNAMENT 2006 【フライ級 1回戦】                                         | 2006年7月23日 |
| ×    | 古舘由紀         | 2R 1:00 腕ひしぎ十字固め | SMACKGIRL F 〜5月病をブッ飛ばせ! 夏も近いぞスマックF祭〜 【SGG 1Dayトーナメント2004 ライト級 1回戦】 | 2004年5月16日 |

### 柔術
| 勝敗 | 対戦相手 | 試合結果        | 大会名                                | 開催年月日    |
| ×    | 茂木康子 | 5:39 モンジバカ | プロ柔術GroundImpact 〜Gi-05〜 昼の部 | 2004年9月19日 |

### シュートボクシング
| 勝敗 | 対戦相手 | 試合結果          | 大会名                                                                    | 開催年月日    |
| ×    | RENA     | 2分3R終了 判定0-3 | SHOOT BOXING GIRLS TOURNAMENT Girls S-cup 2009 【Girls S-cup 2009 1回戦】 | 2009年8月23日 |

### キックボクシング
| 勝敗 | 対戦相手             | 試合結果                                  | 大会名                                                                                        | 開催年月日    |
| ×    | 山口貴子             | 1R 0:52 TKO（ドクターストップ：右目負傷） | J-NETWORK「J-GIRLS 菖蒲祭り」                                                                 | 2008年5月25日 |
| ×    | ちはる               | 2分3R終了 判定0-3                         | M-1 FAIRTEX フレッシュマンズ in 大森 STAGE IV                                                 | 2008年4月6日  |
| ×    | 林田昌子             | 2分3R終了 判定0-3                         | J-NETWORK「J-GIRLS 白雪祭り」                                                                 | 2008年1月12日 |
| ○    | MITSUKI              | 2分3R終了 判定2-0                         | BREATHNESS MUAY THAI 4                                                                        | 2007年8月5日  |
| ×    | 大島椿               | 3R終了 判定0-3                            | J-NETWORK「女祭り 2nd round」 【J-GIRLS認定初代ミニフライ級王座決定トーナメント 準々決勝】    | 2007年3月31日 |
| ○    | ダイヤモンド酒井理絵 | 3R+延長R終了 判定3-0                      | J-NETWORK「2007年『女祭り』開幕戦」 【J-GIRLS認定初代ミニフライ級王座決定トーナメント 1回戦】 | 2007年2月4日  |

## 獲得タイトル
- G-SHOOTO ストロー級プラストーナメント 優勝